# Thomas Sanzillo
Thomas „Tom“ Sanzillo (* 1955 in New York City) ist ein US-amerikanischer Investmentbanker, Finanzberater und Politiker.

## Werdegang
Über die Jugendjahre von Thomas Sanzillo ist nichts bekannt. In den 1970er und 1980er Jahren arbeitete Sanzillo als Sozialarbeiter mit dem Schwerpunkt auf Wohnraum, Sozialleistungen und Entwicklungsfragen in einkommensschwachen Gemeinden im Westchester County. Seine politische Laufbahn begann er als Praktikant im New York City Department of Consumer Affairs, wo er in den Jahren 1975 und 1976 tätig war. Von 1983 bis 1990 war er Projektleiter im New York State Department of Social Services, verantwortlich für die Finanzierung und die Bereitstellung von Wohnraum für Einkommensschwache und Obdachlose im Staat. Er arbeitete dann als Assistant Comptroller for Policy Management in der Behörde des New York City Comptrollers. 1994 wechselte er dann in der Behörde des New York State Comptrollers Carl McCall. Er wurde 2003 durch Alan Hevesi zum First Deputy Comptroller ernannt. Nach dem Rücktritt von Hevesi fungierte er vom 22. Dezember 2006 bis zum 7. Februar 2007 als kommissarischer New York State Comptroller.
Als kommissarischer Comptroller weigerte er sich in seinen letzten Tagen im Amt eine vorgelegene Rechnung an die Behörde des Comptrollers durch den früheren Gouverneur von New York George Pataki zu bezahlen. Dabei ging es um die Nutzung eines Privatjets für einen Flug nach Virginia, um den Stahl für den Bau des Freedom Towers im Ground Zero zu inspizieren. Sanzillo sagte zuvor zu Pataki, dass er ein Flugzeug des Staates für den Trip nach Virginia verwendet könnte. Die Rechnung wurde daher an das Büro des Gouverneurs zurückgesendet. Der Gouverneur von New York Eliot Spitzer beschloss diese dann an Pataki zu übersenden, so dass dessen Wahlkampfausschuss diese bezahle.
Sanzillo fungierte als kommissarischer Comptroller bis Thomas DiNapoli durch die New York State Legislature zum neuen New York State Comptroller gewählt wurde. DiNapoli berief am 7. März 2007 Sanzillo erneut zum First Deputy Comptroller. Am 26. Juli 2007 trat Sanzillo von seinem Posten als First Deputy Comptroller zurück. Er ist nun als Finanzberater bei T.R. Rose and Associates in New York City tätig.